# Остров Дика
О́стров Ди́ка — остров архипелага Земля Франца-Иосифа. Административно относится к Приморскому району Архангельской области России.
Расположен в северной части архипелага в акватории пролива Бака у южного побережья острова Карла-Александра.
Имеет круглую форму диаметром около 150 метров, существенных возвышенностей не имеет.